# Tadeusz Nowak (scrittore)
Tadeusz Nowak (Wietrzychowice, 11 novembre 1930 – Skierniewice, 10 agosto 1991) è stato uno scrittore e poeta polacco, traduttore, tra l'altro, di letteratura russa e ungherese.
È divenuto noto sia come poeta, con le opere Imparo a parlare (Uczę się mówić), Il seme dell'erba (Ziarenko trawy) e Salmi (Psalmy), sia come narratore, scrivendo opere come E quando sarai re, e quando sarai boia (A jak królem, a jak katem będziesz), I Diavoli (Diabły) e I dodici (Dwunastu).

## Biografia
Frequenta il liceo presso Tarnów, laureandosi in filosofia polacca all'Università Jagellonica. Nel 1948 pubblica il suo primo poema, Wici, e nel 1954 pubblica la sua prima raccolta di poesie, Imparo a parlare (Uczę się mówić). Dal 1956 è membro dell'associazione di scrittori polacchi. Nel 1999, diversi anni dopo la sua morte, avvenuta per un attacco cardiaco, il professore Stanisław Balbus conclude i due romanzi incompiuti di Nowak, Jak w rozbitym lustrze e Jeszcze ich słyszę, widzę jeszcze. I romanzi di Nowak sono inclusi nella cosiddetta tradizione rurale.

## Opere
- Uczę się mówić (1953)
- Porównania (1954)
- Prorocy już odchodzą (1956)
- Jasełkowe niebiosa (1957)
- Ślepe koła wyobraźni (1958)
- Psalmy na użytek domowy (1959)
- Kolędy stręczyciela (1962)
- Obcoplemienna ballada (1963)
- Ziarenko trawy (1964)
- W jutrzni (1966)
- Takie większe wesele (1966)
- A jak królem, a jak katem będziesz (1968)
- Psalmy (1971)
- Diabły (1971)
- Dwunastu (1974)
- Półbaśnie (1976)
- Prorok (1977)
- Wiersze wybrane (1978)
- Wniebogłosy (1982)
- Pacierze i paciorki (1988)
- Za snem, za jawą, za pacierzem (2000)